# ソーシャルネットワークにおける噂の拡散
噂は社会におけるコミュニケーションの一形態である。このソーシャルネットワークにおける噂の拡散を数理科学的に明らかにする試みが、微視的モデルと巨視的モデルの両方で取り組まれている。
{\displaystyle \Delta S\approx -\Delta t\alpha IS/N}
{\displaystyle \Delta I\approx \Delta t[{\alpha IS \over N}-{\beta I^{2} \over N}-{\beta IR \over N}]}
{\displaystyle \Delta R\approx \Delta t[{\beta I^{2} \over N}+{\beta IR \over N}]}
という基本の方程式がカギとなり、様々な場面に適用される。